# UFC Fight Night: Machida vs. Anders
UFC Fight Night: Machida vs. Anders var en MMA-gala som arrangerades av Ultimate Fighting Championship och ägde rum 3 februari 2018 i Belém i Brasilien. 

## Resultat
1. ↑  Catchweight 161 lbs.[2]